# Vườn quốc gia pháo đài đồi Brimstone
Vườn quốc gia pháo đài đồi Brimstone là một vườn quốc gia nằm trên đảo Saint Kitts thuộc Saint Kitts và Nevis, đông Caribe. Nó được thiết kế bởi các kĩ sư quân sự người Anh và được xây dựng bởi các công nhân nô lệ châu Phi. Đây là một trong những pháo đài lịch sử còn được bảo tồn tốt nhất ở châu Mỹ. Năm 1999, nó được công nhận là di sản thế giới của UNESCO.

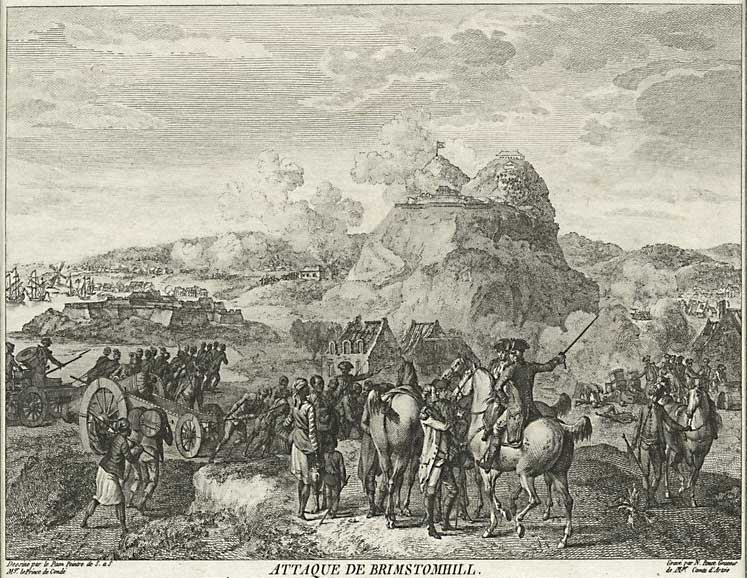
Trận chiến đấu ở đảo Saint Kitts năm 1782 được mô tả bởi một người Pháp.

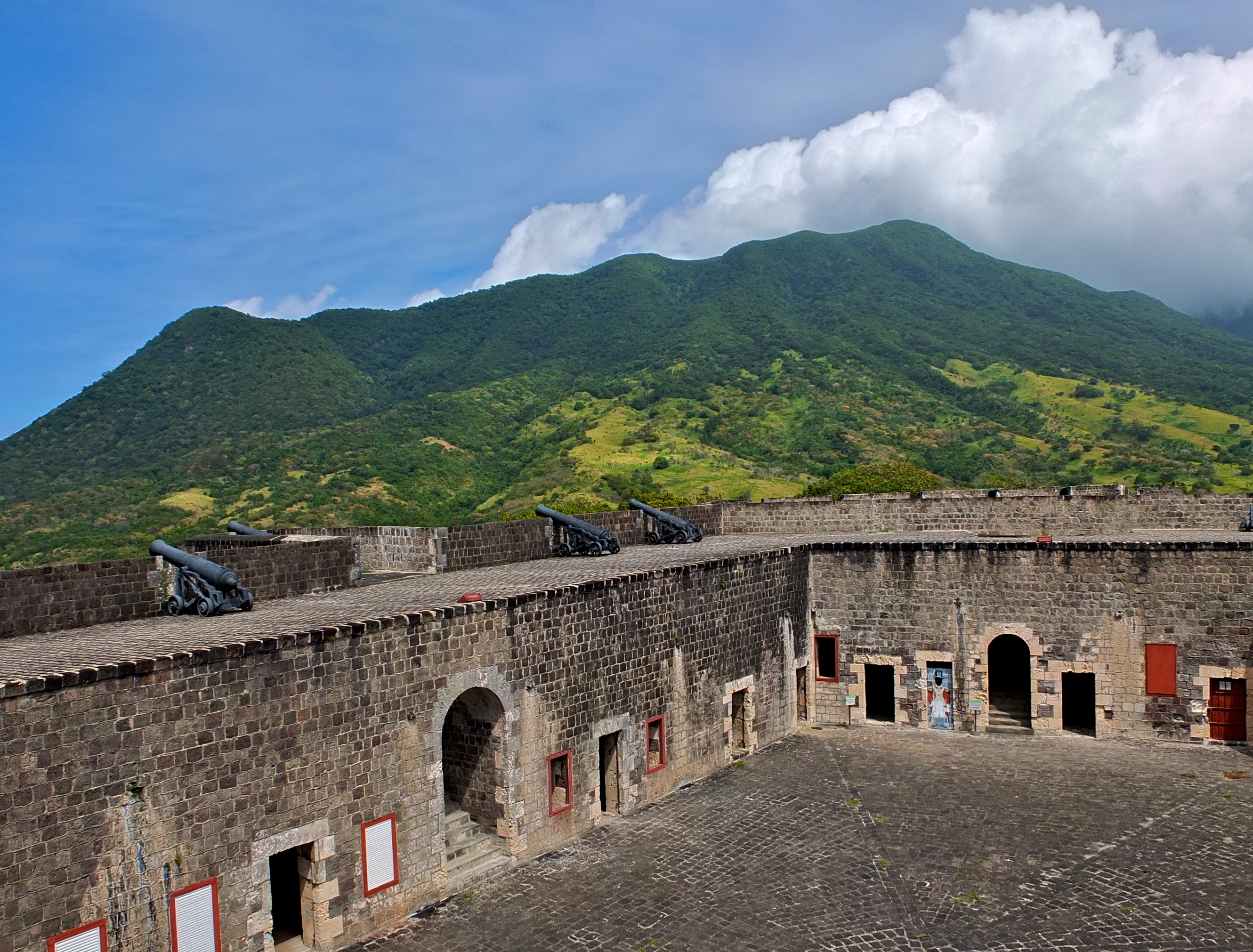

Các khẩu pháo trên đồi Brimstone được sử dụng vào năm 1690 khi người Anh sử dụng nơi đây để tấn công pháo đài Charles của người Pháp. Việc xây dựng pháo đài tiếp diễn trong 100 năm liên tục. Thời hoàng kim, pháo đài này được mệnh danh là  "Gibraltar của Tây Indies". Năm 1782, dưới sự chỉ đạo của đô đốc Comte François Joseph Paul de Grasse chỉ huy quân đội Pháp vây hãm pháo đài. Trong quá trình vây hãm, các hòn đảo lân cận đã đầu hàng, các khẩu đại bác được đưa đến đảo Saint Kitts để tấn công pháo đài. Sau một tháng bao vây, do quân số ít hơn rất nhiều, quân đội Anh đã đầu hàng. Tuy nhiên, một năm sau đó, tức là vào năm 1793, hiệp ước Paris đã khôi phục quyền cai trị đảo Saint Kitts và pháo đài đồi Brimstone cho người Anh. Thời gian sau đó, quân đội Anh đã được cũng cố bằng việc tăng cường quân số và vũ khí, vì vậy, dù đã cố chiếm lại sau đó vào năm 1806 nhưng người Pháp đã không thành công.
Đến năm 1853, pháo đài đã bị bỏ hoang khiến nó dần bị hư hại bởi thiên nhiên. Những cấu trúc còn lại được phục hồi vào năm 1900. Năm 1973, một phần của di sản này được khôi phục và mở cửa cho khách tham quan. Năm 1985, Nữ hoàng Anh Elizabeth II đã công bố một tấm bảng nơi đây như là một vườn quốc gia và được bảo vệ bởi pháp luật được công bố vào 2 năm sau đó. Di sản còn lại bao gồm thành cổ, nơi đặt các khẩu pháo, bảo tàng pháo đài George, tường thành pháo đài Magazine và các con đường dốc, ngoài ra là các tàn tích của các trại lính, khu sĩ quan pháo binh, bộ binh..cách không xa bãi đỗ xe.

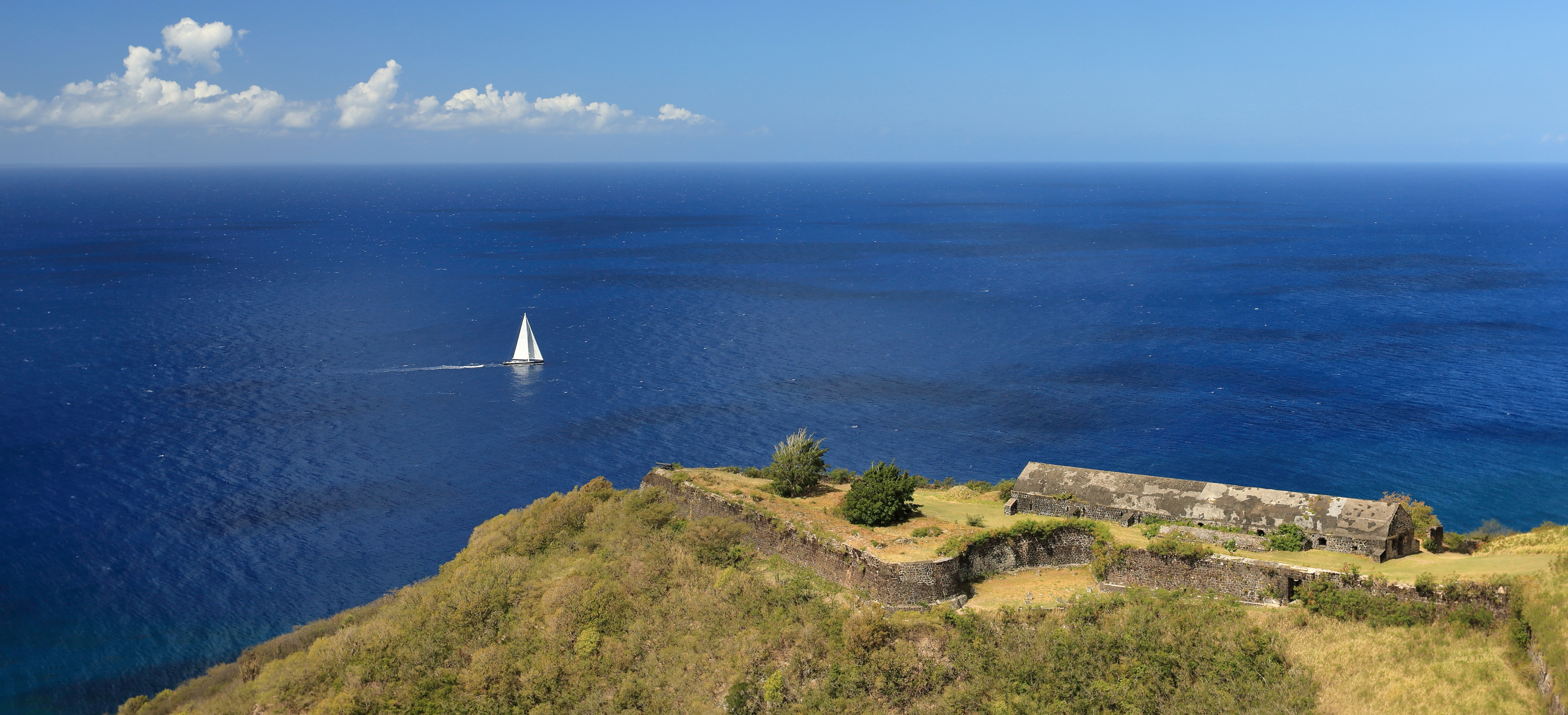
Đảo Saint Kitts
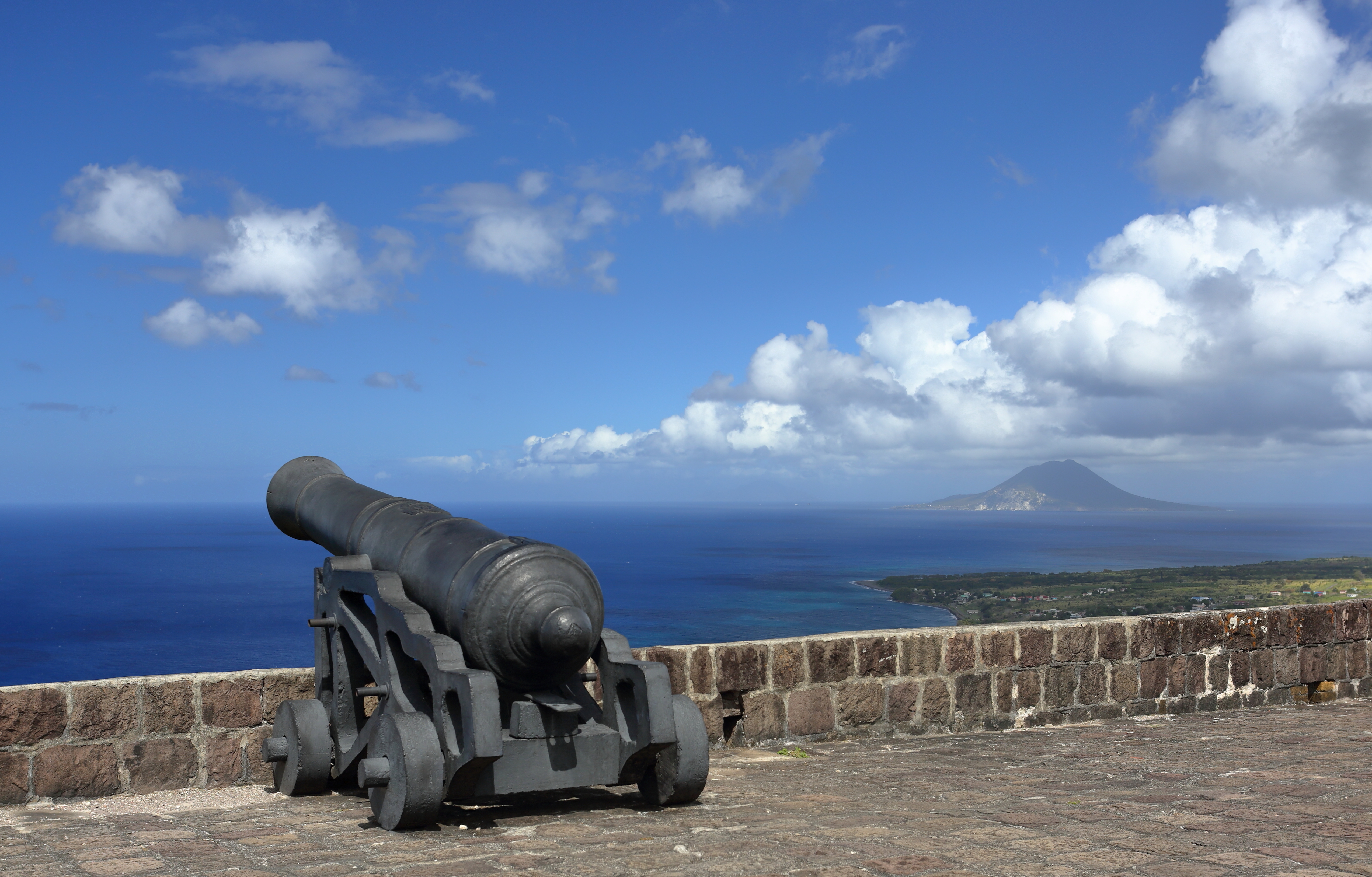
Khẩu pháo
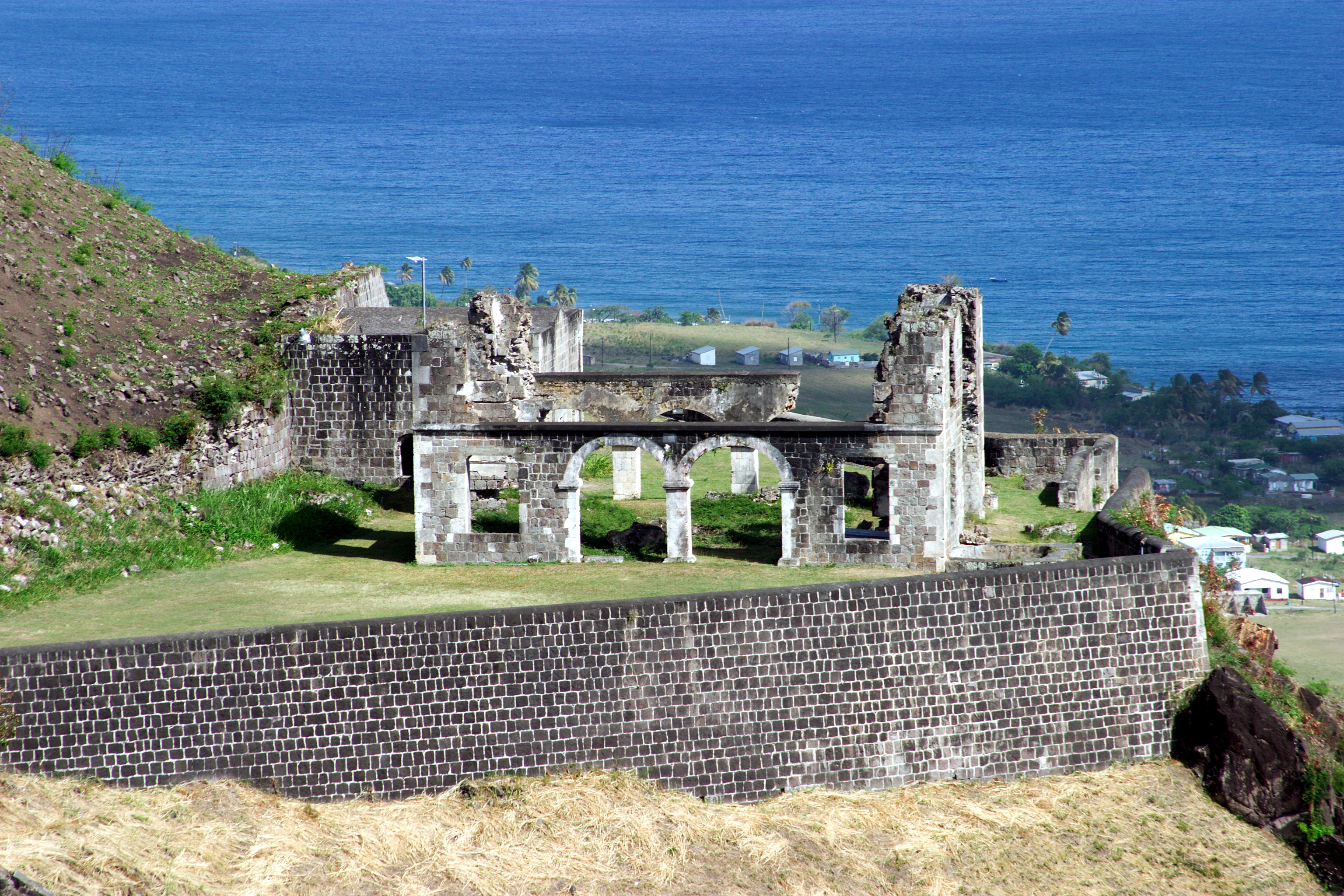
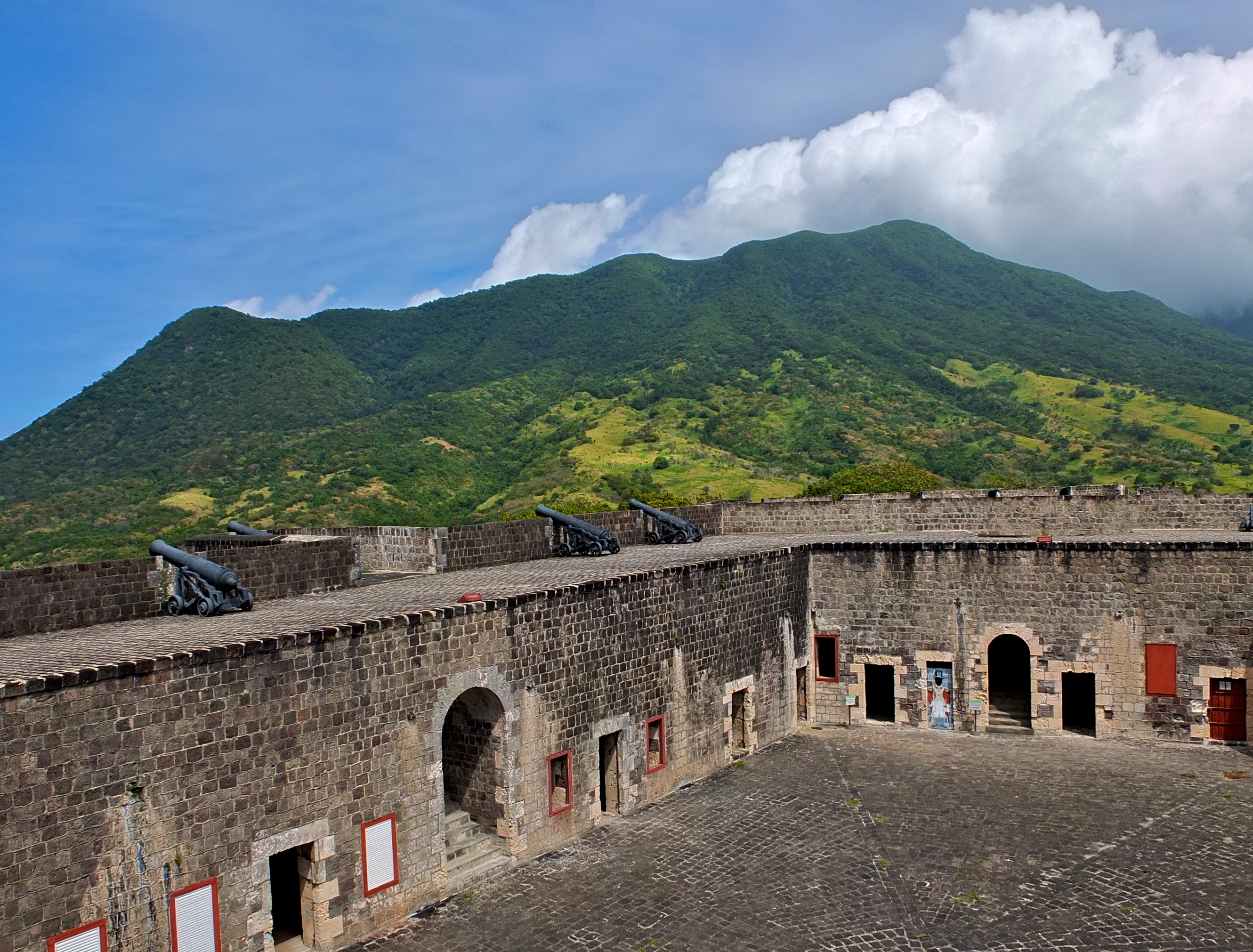
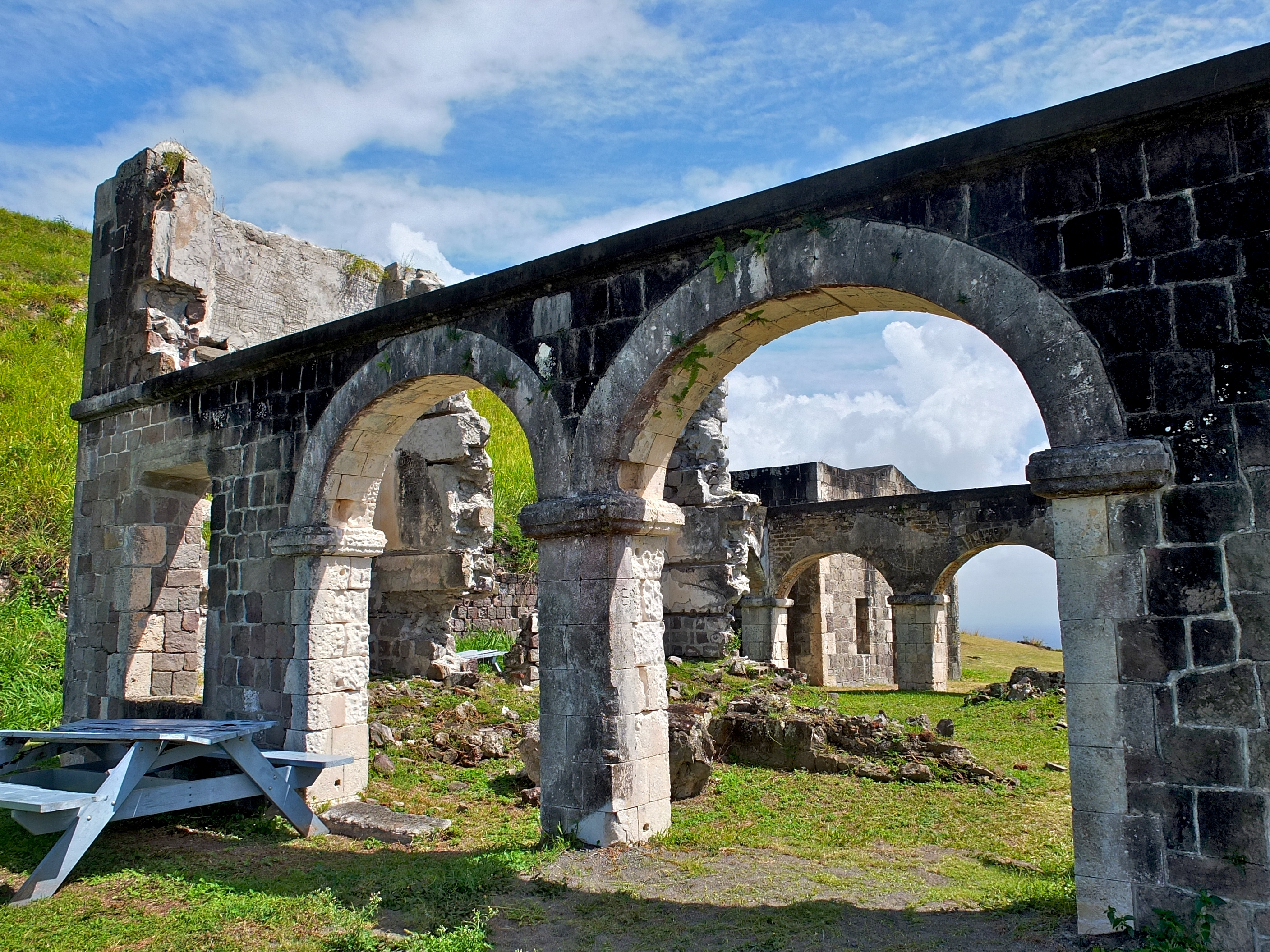